# Peter Boyle
Peter Lawrence Boyle (Norristown, 18 ottobre 1935 – New York, 12 dicembre 2006) è stato un attore statunitense, noto per aver interpretato Frank Barone nella sitcom Tutti amano Raymond, la creatura di Frankenstein nel film Frankenstein Junior, il "mago" nel film Taxi Driver, e per il ruolo di Sheppard, nel fantascientifico Atmosfera zero.

## Biografia

### Gioventù
Peter Boyle nacque nel 1935 a Norristown (Pennsylvania) in una famiglia di origini irlandesi, inglesi, francesi e scozzesi, ed era il più giovane dei figli, avendo due sorelle maggiori, Alice Duffy and Sidney. Il padre Francis Xavier (che in seguito adottò lo pseudonimo Peter Boyle) era un attore comico, un personaggio televisivo che dal 1951 al 1963 presentò diversi programmi televisivi per bambini. Il giovane Peter frequentò la St. Francis de Sales School e la West Philadelphia Catholic High School for Boys. Dopo il liceo entrò nell'Istituto dei Fratelli delle Scuole Cristiane, una scuola di dottrina cattolica. Nel 1957 venne ordinato frate presso la La Salle University, ma poco dopo lasciò l'ordine. Dopo l'esperienza spirituale iniziò a lavorare come cameraman.
Nel 1959, dopo aver ottenuto la qualifica alla Officer Candidate School, fu richiamato al servizio militare in marina, ma fu un'esperienza molto difficile, dopo la quale decise di andare a New York, dove studiò recitazione con l'attrice Uta Hagen e, per mantenersi, lavorò come impiegato postale. Dopo aver lavorato con Neil Simon in una compagnia itinerante de La strana coppia, si trasferì a Chicago, dove entrò nel noto teatro d'improvvisazione Second City. Il suo primo ruolo cinematografico fu nel film Il gruppo (1966), seguito da altre piccole partecipazioni.

### Carriera cinematografica
Il successo per Peter Boyle arrivò con il ruolo di protagonista nel film La guerra del cittadino Joe (1970), diretto da John G. Avildsen. La sua caratterizzazione di un personaggio estremamente aggressivo iniziò ad essere abbinata allo stesso attore, il quale, convinto sostenitore della non-violenza, rifiutò tutti i ruoli successivi in altri film che avessero a che fare con la violenza. Nel 1971 partecipò al film Appuntamento con una ragazza che si sente sola. In quel periodo, durante la Guerra del Vietnam, divenne molto attivo politicamente ed espresse posizioni contrarie alla guerra e durante le manifestazioni conobbe Jane Fonda, di cui divenne grande amico.
Nel 1972 recitò al fianco di Robert Redford ne Il candidato. Dopo diversi ruoli minori, nel 1974 prese parte al film Frankenstein Junior di Mel Brooks, parodia del film Frankenstein (1931). Nel ruolo del mostro che riprende vita, Boyle si affermò definitivamente, in particolare per le sue doti mimiche, e la pellicola ebbe un grande successo e diede all'attore la possibilità di cimentarsi con ruoli più leggeri e ironici. Sul set del film conobbe la sua futura moglie Loraine Alterman.
Nel 1976 interpretò il ruolo del tassista "Mago" nel film Taxi Driver di Martin Scorsese. Nel 1980 fu co-protagonista con Bill Murray nella commedia Where the Buffalo Roam. Nel 1981 interpretò Sheppard nel film Atmosfera zero con Sean Connery e nel 1988 interpretò il capo della polizia Donnely in Danko di Walter Hill al fianco di Arnold Schwarzenegger e Jim Belushi. Notevole fu la sua interpretazione come co-protagonista nella commedia 4 pazzi in libertà (1989), dove con Michael Keaton e Christopher Lloyd.
In seguito ebbe sempre più ruoli comici e meno parti da protagonista. Recitò nel film Malcolm X (1992) con Denzel Washington, cui seguirono altri ruoli marginali.
Nell'ultima parte della sua carriera partecipò alla serie televisiva Tutti amano Raymond (1995-2005), dove interpretò il burbero Frank Barone, ruolo che gli valse un Emmy Award insieme ad altri membri del cast. La serie ottenne un notevole successo in America, conquistando 13 Premi Emmy.

### Morte
Già colpito nel 1990 da un ictus che gli aveva impedito di parlare per sei mesi e successivamente da un infarto nel 1999, Boyle morì in ospedale a New York all'età di 71 anni, il 12 dicembre 2006, a causa di un mieloma multiplo e problemi cardiaci.

## Riconoscimenti
Fu premiato con l'Emmy Award per la miglior partecipazione in un episodio di in una Serie TV drammatica per Previsioni (episodio di X-Files). Inoltre ha avuto le seguenti candidature:
- Emmy Award 1977 - Candidato come miglior protagonista in una Serie TV drammatica per Tail Gunner Joe
- Emmy Award 1989 - Candidato come miglior attore in una Serie TV drammatica per Midnight Caller
- Emmy Award 1999 e 2005 - Candidato come miglior attore non protagonista in una Serie TV comica per Tutti amano Raymond
- Screen Actors Guild 2002 - Candidato come miglior attore non protagonista in una Serie TV comica e con tutto il cast di Tutti amano Raymond nel 1999, 2000, 2002, 2003, 2004, 2005 e 2006.

## Filmografia

### Attore

#### Cinema
- Il gruppo (The Group), regia di Sidney Lumet (1966) - non accreditato
- America, America, dove vai? (Medium Cool), regia di Haskell Wexler (1969)
- The Virgin President, regia di Graeme Ferguson (1969)
- The Monitors, regia di Jack Shea (1969)
- La guerra del cittadino Joe (Joe), regia di John G. Avildsen (1970)
- Diario di una casalinga inquieta (Diary of a Mad Housewife), regia di Frank Perry (1970) - non accreditato
- Appuntamento con una ragazza che si sente sola (T.R. Baskin), regia di Herbert Ross (1971)
- Il candidato (The Candidate), regia di Michael Ritchie (1972)
- Una squillo per quattro svitati (Steelyard Blues), regia di Alan Myerson (1973)
- L'inseguito (Slither), regia di Howard Zieff (1973)
- Kid Blue, regia di James Frawley (1973)
- Gli amici di Eddie Coyle (The Friends of Eddie Coyle), regia di Peter Yates (1973)
- Ghost in the Noonday Sun, regia di Peter Medak e Spike Milligan (1973)
- Crazy Joe, regia di Carlo Lizzani (1974)
- Frankenstein Junior (Young Frankenstein), regia di Mel Brooks (1974)
- Taxi Driver, regia di Martin Scorsese (1976)
- Il corsaro della Giamaica (Swashbuckler), regia di James Goldstone (1976)
- F.I.S.T., regia di Norman Jewison (1978)
- Pollice da scasso (The Brink's Job), regia di William Friedkin (1978)
- Hardcore, regia di Paul Schrader (1979)
- L'inferno sommerso (Beyond the Poseidon Adventure), regia di Irwin Allen (1979)
- Where the Buffalo Roam, regia di Art Linson (1980)
- Frate Ambrogio (In God We Tru$t), regia di Marty Feldman (1980)
- Atmosfera zero (Outland), regia di Peter Hyams (1981)
- Hammett - Indagine a Chinatown (Hammett), regia di Wim Wenders (1982)
- Barbagialla, il terrore dei sette mari e mezzo (Yellowbeard), regia di Mel Damski (1983)
- Pericolosamente Johnny (Johnny Dangerously), regia di Amy Heckerling (1984)
- Turk 182, regia di Bob Clark (1985)
- Mi arrendo... e i soldi? (Surrender), regia di Jerry Belson (1987)
- Walker - Una storia vera (Walker), regia di Alex Cox (1987)
- Dance party (The In Crowd), regia di Mark Rosenthal (1988)
- Danko (Red Heat), regia di Walter Hill (1988)
- 4 pazzi in libertà (The Dream Team), regia di Howard Zieff (1989)
- La corsa più pazza del mondo 2 (Speed Zone), regia di Jim Drake (1989)
- Solar Crisis, regia di Richard C. Sarafian (1990)
- Uomini d'onore (Men of Respect), regia di William Reilly (1991)
- Kickboxer 2 - Vendetta per un angelo (Kickboxer 2: The Road Back), regia di Albert Pyun (1991)
- Un labirinto pieno di guai (Nervous Ticks), regia di Rocky Lang (1992)
- Mi gioco la moglie... a Las Vegas (Honeymoon in Vegas), regia di Andrew Bergman (1992)
- Malcolm X, regia di Spike Lee (1992)
- Killer, regia di Mark Malone (1994)
- L'uomo ombra (The Shadow), regia di Russell Mulcahy (1994)
- Santa Clause (The Santa Clause), regia di John Pasquin (1994)
- Incubo in corsia (The Dead Pit), regia di Carl Schenkel (1995)
- Una gorilla per amica (Born to Be Wild), regia di John Gray (1995)
- Un amore tutto suo (While You Were Sleeping), regia di Jon Turteltaub (1995)
- Death and the Compass, regia di Alex Cox (1996)
- Final Vendetta, regia di René Eram (1996)
- Milk & Money, regia di Michael Bergmann (1996)
- Operazione Gatto (That Darn Cat), regia di Bob Spiers (1997)
- Species II, regia di Peter Medak (1998)
- Il dottor Dolittle (Doctor Dolittle), regia di Betty Thomas (1998)
- Lunch Break, regia di Alexander Rose – cortometraggio (2001)
- Monster's Ball - L'ombra della vita (Monster's Ball), regia di Marc Forster (2001)
- La ricompensa del gatto (Neko no ongaeshi), regia di Hiroyuki Morita (2002) (voce)
- Pluto Nash (The Adventures of Pluto Nash), regia di Ron Underwood (2002)
- Che fine ha fatto Santa Clause? (The Santa Clause 2), regia di Michael Lembeck (2002)
- Scooby-Doo 2 - Mostri scatenati (Scooby Doo 2: Monsters Unleashed), regia di Raja Gosnell (2004)
- Santa Clause è nei guai (The Santa Clause 3: The Escape Clause), regia di Michael Lembeck (2006)
- Tutte le strade portano a casa (All Roads Lead Home), regia di Dennis Fallon (2008) - postumo

#### Televisione
- Quel signore dei bambini (The Man Who Could Talk to Kids), regia di Donald Wrye – film TV (1973)
- Tail Gunner Joe, regia di Jud Taylor – film TV (1977)
- Da qui all'eternità (From Here to Eternity) – miniserie TV (1979)
- Joe Bash – serie TV, 6 episodi (1986)
- Conspiracy: The Trial of the Chicago 8, regia di Jeremy Kagan – film TV (1987)
- Echoes in the Darkness, regia di Glenn Jordan – miniserie TV (1987)
- New York New York (Cagney & Lacey) – serie TV, episodio 7x16 (1988)
- Emergenza nucleare (Disaster at Silo 7), regia di Larry Elikann – film TV (1988)
- La vera storia di Oliver North (Guts and Glory: The Rise and Fall of Oliver North), regia di Mike Robe – film TV (1989)
- Challenger - Lo shuttle della morte (Challenger), regia di Glenn Jordan – film TV (1990)
- The Tragedy of Flight 103: The Inside Story, regia di Leslie Woodhead – film TV (1990)
- American Playwrights Theater: The One-Acts – serie TV, episodio 1x04 (1990)
- Voci nella notte (Midnight Caller) – serie TV, episodi 1x10-2x18-3x20 (1989-1991)
- Le strade di Brooklyn (In the Line of Duty: Street War), regia di Dick Lowry – film TV (1992)
- Cuentos de Borges – serie TV, episodio 1 (1992)
- Tribeca – serie TV, episodio 1x03 (1993)
- Flying Blind – serie TV, episodi 1x12-1x20 (1992-1993)
- Sfida infuocata (Taking the Heat), regia di Tom Mankiewicz – film TV (1993)
- Royce, regia di Rod Holcomb – film TV (1994)
- Philly Heat – serie TV, episodio 1 (1994)
- NYPD - New York Police Department (NYPD Blue) – serie TV, 5 episodi (1994-1995)
- Lois & Clark - Le nuove avventure di Superman (Lois & Clark: The New Adventures of Superman) – serie TV, episodi 2x05-3x01 (1994-1995)
- X-Files (The X-Files) – serie TV, episodio 3x04 (1995)
- Nel fondo del lago (In the Lake of the Woods), regia di Carl Schenkel – film TV (1996)
- Tutti amano Raymond (Everybody Loves Raymond) – serie TV, 210 episodi (1996 - 2005)
- The Single Guy – serie TV, episodi 1x21-2x12 (1996-1997)
- Visioni di un delitto (A Deadly Vision), regia di Bill Norton – film TV (1997)
- Cosby – serie TV, episodio 2x10 (1997)
- The King of Queens – serie TV, episodio 1x09 (1998)
- Master Spy: The Robert Hanssen Story, regia di Lawrence Schiller – film TV (2002)

### Doppiatore
- Poochinski, regia di Will Mackenzie – cortometraggio (1990)
- La ricompensa del gatto (Neko no ongaeshi), regia di Hiroyuki Morita (2002) - versione in lingua inglese
- Tripping the Rift – serie TV, episodio 2x08 (2005)
- The Shallow End of the Ocean, regia di Evan Buxbaum – cortometraggio (2007) - postumo

## Doppiatori italiani
Nelle versioni in italiano delle opere in cui ha recitato, Peter Boyle è stato doppiato da: 
- Sandro Sardone in 4 pazzi in libertà, Uomini d'onore, Mi gioco la moglie... a Las Vegas, Un labirinto pieno di guai, Royce, Operazione Gatto
- Gianni Bonagura in Hardcore, Danko, X-Files, Tutti amano Raymond
- Sergio Graziani in L'inseguito, Crazy Joe
- Sergio Rossi in Pollice da scasso, NYPD - New York Police Department
- Bruno Alessandro ne L'Uomo Ombra, Pluto Nash
- Valerio Ruggeri in Che fine ha fatto Santa Clause, Santa Clause è nei guai
- Giuseppe Rinaldi in La guerra del cittadino Joe
- Luciano Melani in Appuntamento con una ragazza che si sente sola
- Sandro Tuminelli ne Il candidato
- Massimo Foschi in Frankenstein Junior
- Renato Mori in Taxi Driver
- Mario Chiocchio in L'inferno sommerso
- Giorgio Piazza ne Il corsaro della Giamaica
- Carlo Sabatini in F.I.S.T.
- Sergio Fiorentini in Atmosfera zero
- Osvaldo Ruggieri ne La corsa più pazza del mondo 2
- Luca Biagini in Barbagialla, il terrore dei sette mari e mezzo
- Giancarlo Padoan in Pericolosamente Johnny
- Carlo Baccarini in Mi arrendo... e i soldi?
- Vittorio Congia in Voci nella notte
- Marcello Mandò in Kickboxer 2 - Vendetta per un angelo
- Sandro Iovino in Malcolm X
- Mario Scarabelli in Una gorilla per amica
- Dario Penne in Un amore tutto suo
- Michele Kalamera in Species II
- Paolo Lombardi in Monster's Ball - L'ombra della vita
- Maurizio Reti in The King of Queens
- Carlo Reali in Scooby-Doo 2: Mostri scatenati
- Dante Biagioni in Tutte le strade portano a casa